# Delia kumatai
Delia kumatai este o specie de muște din genul Delia, familia Anthomyiidae, descrisă de Masayoshi Suwa în anul 1977.
Este endemică în Nepal. Conform Catalogue of Life specia Delia kumatai nu are subspecii cunoscute.